# Philippe De Lacy

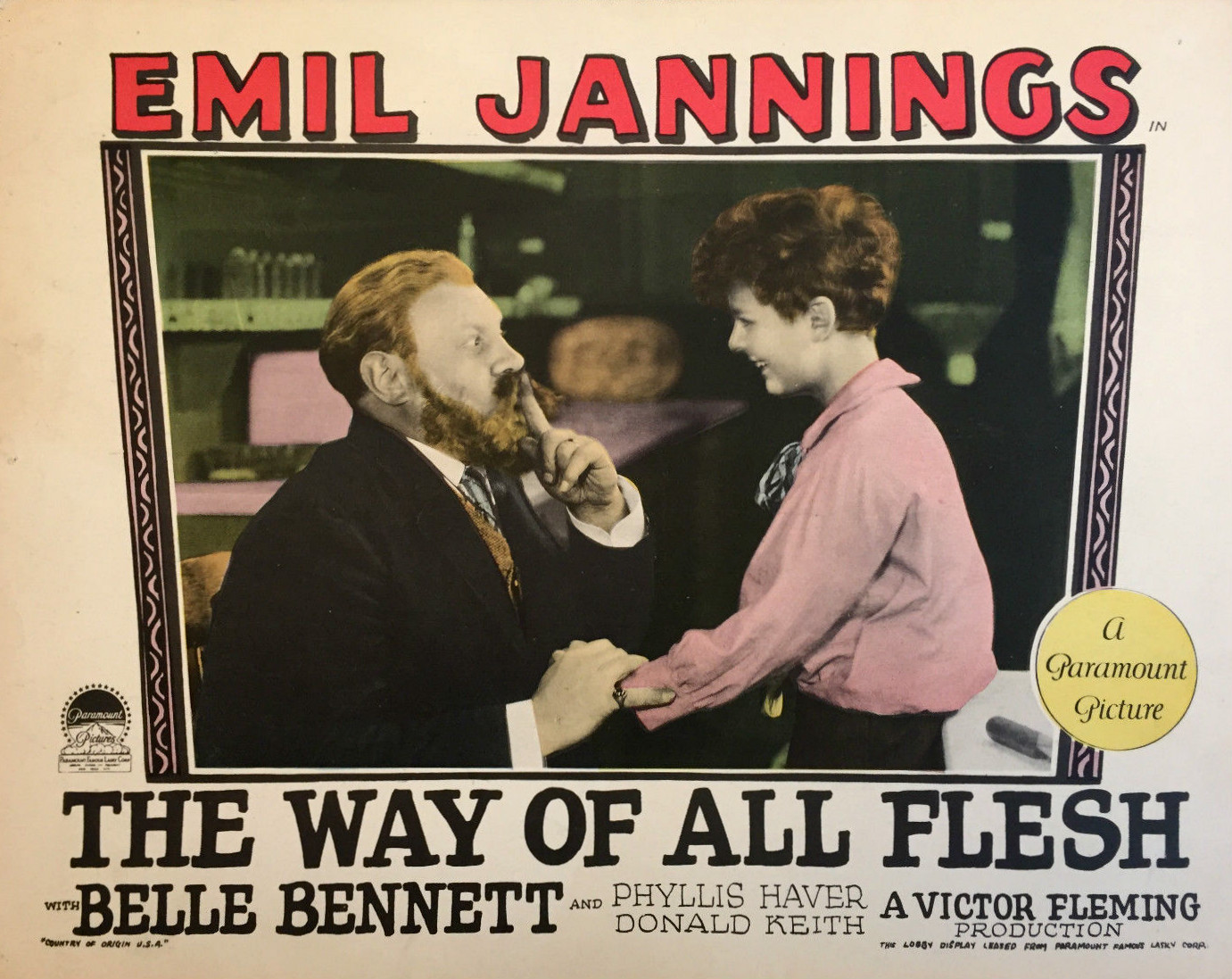
The Way of All Flesh (1927), con Emil Jannings y Philippe De Lacy

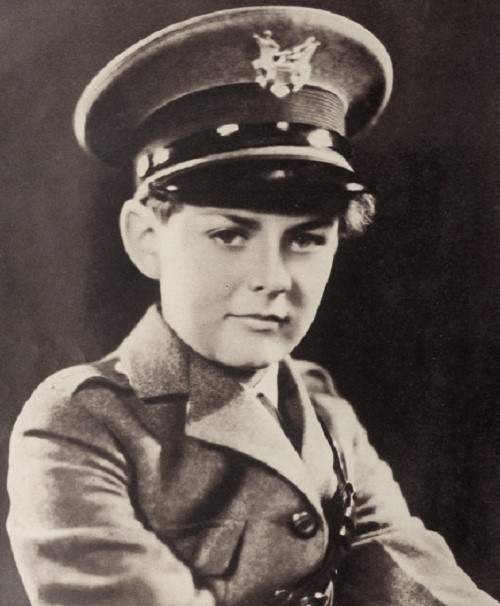
Philippe De Lacy

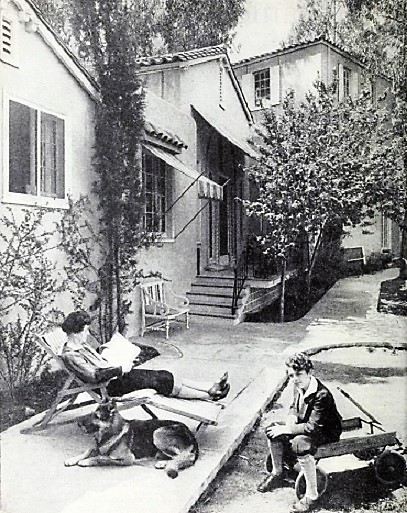
Con su madre adoptiva, Edith De Lacy, en su casa en Hollywood

Philippe De Lacy (25 de julio de 1917 – 29 de julio de 1995) fue un actor infantil de estadounidense, activo en la época del cine mudo.

## Biografía

### Inicios
Nacido en Nancy, Francia, durante la Primera Guerra Mundial, De Lacy era huérfano. Ya no tenía padre cuando perdió a su madre y a cinco hermanos cuando una bomba alemana destruyó la casa familiar. Con solo dos días de edad, permaneció vivo en el sótano de la casa de su abuela. Fue adoptado por Edith De Lacy, que era socia de la organización estadounidense Woman's Overseas Hospital. Tras el final de la guerra, la señora De Lacy llevó a Philippe a Estados Unidos, donde su hermosa apariencia le abrió oportunidades como modelo de anuncios publicitarios en prensa. Esta actividad llamó la atención de Hollywood, y con tres años de edad la actriz Geraldine Farrar quiso que apareciera con ella en una escena del film The Riddle: Woman (1920). 
La historia de la infancia de Phillipe fue motivo del libro infantil Little Philippe of Belgium, escrito por Madeline Brandeis como parte de su serie "Children of the World".

### Carrera
De Lacy trabajó para diferentes estudios en los años 1920, pero fundamentalmente para Paramount Pictures. En 1923 fue el hermanito de Mary Pickford en Rosita. En 1924 fue Michael Darling en el clásico mudo Peter Pan, con Betty Bronson. Fue también el joven Don Juan de diez años en la cinta de John Barrymore Don Juan (1926), así como el príncipe Karl Heinrich en la película dirigida en 1927 por Ernst Lubitsch The Student Prince in Old Heidelberg, que protagonizaban Ramon Novarro y Norma Shearer. Ese mismo año actuó junto a Greta Garbo y John Gilbert en Love, una versión de la novela de León Tolstói Ana Karenina, en la cual era el joven hijo de Anna, Serezha Karenin. 
Con la llegada del cine sonoro, la carrera de De Lacy declinó, no llegando a superar la transición de actor infantil a actor adulto. 
Aparte del cine, De Lacy también hizo alguna actuación teatral. Sin embargo, al perder su encanto infantil al llegar a la adolescencia, a principios de los años 1930 se retiró de la pantalla.

### Últimos años
De Lacy se dedicó a la producción, dirección y dirección de fotografía. Fue ayudante de dirección de Louis De Rochemont, trabajando con él en la película de 1940 The Ramparts We Watch. Finalmente fue ejecutivo de la agencia de publicidad J. Walter Thompson, un cargo que mantuvo durante 25 años. En 1942 trabajó como editor de la cinta de propaganda de las Fuerzas Armadas estadounidenses We Are The Marines. El locutor radiofónico y televisivo Westbrook Van Voorhis era el narrador del documental, el cual tuvo formato de largometraje. 
En 1944 De Lacy trabajó en otro documental, esta vez  para la Armada, rodado a bordo del USS Yorktown (CV-10). Los narradores del documental eran los actores Robert Taylor (que en la vida real era teniente de la Armada en la época) y Charles Boyer, que narraba en francés. De Lacy fue director de fotografía de The Fighting Lady, film que ganó en 1945 el Premio Oscar al mejor documental. 
Posteriormente De Lacy se dedicó a la dirección de producciones  televisivas y, además, fue gerente de una emisora televisiva de Hollywood.
Falleció en 1995 a causa de un cáncer de colon en Carmel-by-the-Sea, California. Sus restos fueron incinerados y las cenizas esparcidas en el mar.

## Filmografía

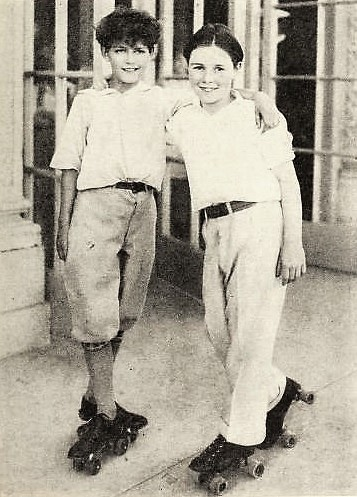
Philippe De Lacy (izq.) con Junior Coghlan, otro famoso actor infantil de la época

### Actor
- 1920 : The Riddle: Woman, de Edward José
- 1921 : Without Benefit of Clergy, de James Young
- 1922 : A Doll's House, de Charles Bryant
- 1922 : Is Matrimony a Failure?, de James Cruze
- 1923 : Wasted Lives, de Clarence Geldart
- 1923 : Christmas, de Malcolm St. Clair
- 1923 : Divorce, de Chester Bennett
- 1923 : Rosita, de Ernst Lubitsch
- 1923 : The Wheel of Fortune, de Leslie T. Peacocke
- 1924 : The Shooting of Dan McGrew, de Clarence Badger
- 1924 : Peter Pan, de Herbert Brenon
- 1925 : My Neighbor's Wife, de Clarence Geldart
- 1925 : The Happy Warrior, de J. Stuart Blackton
- 1925 : A Lover's Oath, de Ferdinand P. Earle
- 1926 : Don Juan, de Alan Crosland
- 1926 : Beau Geste, de Herbert Brenon
- 1926 : The Blue Boy, de Arthur Maude
- 1926 : Faithful Wives, de Norbert A. Myles
- 1926 : El destino de la carne, de Clarence Brown
- 1927 : Is Zat So?, de Alfred E. Green
- 1927 : The Way of All Flesh, de Victor Fleming
- 1927 : The Magic Garden, de James Leo Meehan
- 1927 : The Elegy, de Andrew L. Stone
- 1927 : The Student Prince in Old Heidelberg, de Ernst Lubitsch
- 1927 : The Tigress, de George B. Seitz
- 1920 : Love, de Edmund Goulding
- 1928 : The Broken Mask, de James P. Hogan
- 1928 : Mother Machree, de John Ford
- 1928 : 4 Devils, de Friedrich Wilhelm Murnau
- 1928 : Napoleon's Barber, de John Ford
- 1929 : The Redeeming Sin, de Howard Bretherton
- 1929 : The Royal Rider, de Harry Joe Brown
- 1929 : Square Shoulders, de E. Mason Hopper
- 1929 : The Four Feathers, de Merian C. Cooper, Lothar Mendes y Ernest B. Schoedsack
- 1929 : General Crack, de Alan Crosland
- 1929 : The Marriage Playground, de Lothar Mendes
- 1930 : Sarah and Son, de Dorothy Arzner
- 1930 : One Romantic Night, de Paul L. Stein
- 1930 : The Sins of the Children, de Sam Wood

### Director
- 1950 : The Buster Keaton Show (serie de televisión)
- 1955 : Cinerama Holiday

### Director de fotografía
- 1944 : The Fighting Lady

### Editor
- 1942 : We Are the Marines

## Teatro
- 1933 : Growing Pains (Ambassador Theatre, Broadway) - 29 representaciones
- 1934 : Strangers at Home (Longacre Theatre, Broadway) - 11 representaciones